# Grčka državna samouprava u Mađarskoj
Grčka državna samouprava (mađ. Országos Görög Önkormányzat) odnosno Zemaljska samouprava Grka je samouprava koju narod Grka u Mađarskoj ima u skladu s zakonima Republike Mađarske.

## Povijest
Mađarski parlament je donio Zakon o pravima nacionalnih i etničkih manjina u Republici Mađarskoj, u kojem je predvidio ustavno pravo manjinama osnivati lokalne i manjinske samouprave. Uslijedili su lokalni izbori u Mađarskoj 1994., čime su sve manjine došle prvi put u povijesti u prigodu odlučiti žele li se same organizirati i odrediti kako će se postaviti na političkoj pozornici Republike Mađarske. Manjine su iskoristile tu zakonsku mogućnost.

## Jedinice po županijama
2001. je u Mađarskoj djelovalo 34 jedinice grčke manjinske samouprave.